# 致我们终将逝去的青春 (电影)
《致我们终将逝去的青春》（以下称《致青春》）是一部中国大陆青春题材电影，改编自辛夷坞的同名小说，讲述了一群青春少年从大学校园的追爱之旅到步入社会的迷雾和抉择的故事，由赵又廷、杨子姗主演，李樯担任编剧、香港导演关锦鹏监制、主題曲则由王菲演唱。该片是女演员赵薇的导演处女作，也是其北京电影学院导演系的硕士毕业作品。
本片于2012年3月3日在南京开机拍摄，6月30日杀青。2013年4月18日，本片成為第三届法國中國电影節11部中國參展影片之一。4月26日，影片在中国内地正式上映，新加坡于同年6月6日上映，香港于6月13日上映，北美于6月14日小規模上映。臺灣因為有大陸片配額限制，未在2013年上映，但本片已在第十五屆台北電影節放映首映場，並於2014年上映；而本片因入圍第五十屆金馬獎四項獎項，故在金馬國際影展放映一場。当年10月，趙薇攜本片參與英國倫敦電影節。11月，本片在瑞典第二十四屆斯德哥爾摩電影節特别單元展映。
影片先后获得第33屆香港電影金像獎最佳两岸华语电影、第15届中国电影华表奖优秀青年电影创作奖、第29届中国电影金鸡奖最佳导演处女作、第32届大众电影百花奖最佳导演、第50屆金馬獎最佳改编剧本等奖项。2018年8月18日，被评为改革开放40周年中国十大优秀爱情电影。

## 剧情
宣传语：
|  | 青春是一场远行，回不去了。 青春是一场相逢，忘不掉了。 青春是一场伤痛，来不及了。 青春就是用来怀念的。 |

## 演员表
| 演員   | 角色             | 粤语配音 | 备注         |
| 赵又廷 | 陈孝正           | 鄧肇基   | 男主角       |
| 杨子姗 | 郑微             | 謝穎茵   | 女主角       |
| 韩庚   | 林静             |          |              |
| 江疏影 | 阮莞             |          |              |
| 包贝尔 | 張開             |          | 老张，字天然 |
| 郑恺   | 许开阳           |          |              |
| 张瑶   | 黎维娟           | 譚淑嫻   |              |
| 佟丽娅 | 施洁             |          |              |
| 刘雅瑟 | 朱小北           | 姜嘉蕾   |              |
| 王嘉佳 | 曾毓             |          |              |
| 黄宥明 | 赵世永           |          |              |
| 潘虹   | 陈孝正母亲       |          |              |
| 杨澜   | 杨澜             |          |              |
| 韩红   | 电台 (紫鹃姐姐)  | 王慧珠   |              |
| 孫瑋   | 吳江             |          |              |
| 宮哲   | 譚小晶           |          |              |
| 王森   | 王亞明，林静室友 |          |              |
| 黄小蕾 | 王亞明的女友     |          |              |
| 李大光 | 保卫处老师       |          |              |
| 马小宁 | 宿管大叔         |          |              |
| 崔文璐 | 小胖             | 陳卓智   |              |
| 何豐   | 黎维娟的男友     |          |              |
| 黃金龍 | 快遞             |          |              |

### 前期选角
原著作者辛夷坞接受采访时曾说，在创作女主角郑微的时候，赵薇就是她心目中最理想扮演者。制片方为了卖座考量也曾建议由赵薇自导自演，但被赵薇拒绝。
2012年2月27日，赵薇在北京召开机新闻发布会，宣布男主角之一的陈孝正由赵又廷出演。
2012年3月3日正式开机后，新人演员杨子姗出演女主角郑微。赵薇在接受采访时曾透露，前期用了将近半年时间来选定角色。

## 创作历程
2011年11月底，制片方宣布影片改编自人气作家辛夷坞的同名网络小说，由曾提名金鸡奖、金马奖、金像奖最佳编剧的李樯担任编剧。根据宣传人员透露，电影剧本与原著内容相比有一定程度的不同。
2012年3月3日，剧组在江苏省南京市的南京医科大学正式开机拍摄。由于导演赵薇備受欢迎，引发了大学生们的追捧，爬树、守厕所、当临演……只为见她一面。3月9日，剧组在南京信息工程大学拍摄冬季戏份，但由于太过热情，数百大学生组成的围观人墙不断呼喊赵薇的名字，数十个保安与工作人员被迫拉起警戒线维持秩序。同学们的欢呼声给赵薇的拍摄带来了麻烦，中午时赵薇在微博上发话了：“请大家帮忙，保持安静，谢谢你们！”。传闻中出演另一男主角林静的韩庚并未出现。3月16日，微博爆料马天宇将出演重要角色许开阳，赵薇的好友韩红亦将进组客串一角，三届金鸡奖影后潘虹将出演赵又廷饰演陈孝正的母亲。
2012年5月15日，剧组转到上海拍摄。5月24日，剧组移师贵州黄果树瀑布。
2012年6月22日，杨澜进组客串，首次触电大银幕。赵又廷戏份杀青，当晚剧组前往北京八月照相馆拍摄。6月30日本片正式杀青，原定计划拍摄两个月，由于赵薇对年轻的演员要求非常严格不断重拍，结果拍了四个月，超支的部分由她自己掏钱补充。

## 宣传发行
2013年1月29日，在北京举行先导预告片首播会，英文片名为SO YOUNG，公布中国内地上映时间为4月26日。赵薇特别买下英國樂團Suede单曲《So Young》的版权。
2013年2月26日，制片方发布影片四位主角“人物概念海报”。
2013年3月12日，赵薇带领一众青年演员在北京举办影片全阵容新闻发布会，由于当天是赵薇生日，还特别有了许愿与切蛋糕等环节。
2013年3月27日，制片方公布影片主题曲将由赵薇好友王菲演唱，窦鹏作曲、本片编剧李樯填词。
由于2013年4月20日四川雅安发生7.0级大地震，除媒体场试映外，影片取消于次日（21日）原定于北京举办的绿地毯、首映礼晚会以及新闻发布会等相关宣传活动。当晚首映的活动一切从简，赵薇带领的主创以及王菲、苏有朋、崔新琴老师带领的96明星班等观影嘉宾统一黑色服装搭配绿丝带出席。原定24日在广州举办与3G门户合作的电影走进中山大学等造势活动也取消。
2013年5月3日，在影片上映满一周票房突破3.55亿人民币时，赵薇、关锦鹏和李樯接受媒体采访。被问道有人在网上说赵薇曾去电影局阻止《钢铁侠3》的上映，赵薇表示“非常生气，还有人说我去电影局哭”，不过她依然幽默的回应“我要是有这个能力，就让它往后推一个月。”（注：《钢铁侠3》中国内地实际上甚至比美国本土还要早两日上映。）
2013年5月14日，赵薇参加第三届法国中国电影节，并携本片在巴黎举行首映式。
2013年5月31日，赵薇携主演参加香港首映礼；本片并于6月6日起在新加坡以及6月14日起在美国和加拿大小规模放映。
2013年7月9日，赵薇与男、女主角携本片在台北电影节放映首映场。

## 评价
在北京举办的媒体场放映以及首映之后，本片获得了不俗的评价，被认为是一部成熟的导演处女作，并且填补了中国本类型片的空白。然而也有反对的声音，网络上有不少评论认为这部影片粗糙、稚嫩、肤浅，这类观点从微博上可见一斑。《中国新闻周刊》评价：“这部电影可能不完美、不成熟，但它能让你激动共鸣，已经是国产电影的成功。《致青春》是给所有经历过青春的人看的，不管是电影还是生活，共同的体验才能引发话题。”
美国《综艺》评价道：“赵薇成熟的导演处女作是一首向最无畏最冲动的青春致敬的抒情诗。”
美国《好莱坞报道者》认为“赵薇用这部作用证明演员转型导演所具备的画面与演员方面的能力”女主角杨子姗的表演“很迷人”，并称“赵薇的这部导演处女作是一部女性电影,并开拓了之前被忽视的潜在市场”不过男性角色相对“偏弱”。
新加坡专业电影网站MovieXclusive给出了4.5星（满分5星），称《致青春》是“由赵薇创作的一部奇妙、杰出的电影处女作。这部电影无畏、疯狂、柔软，并充满了暖人心脾的怀旧——这一切使得影片成为现时经典。”
《亚洲周刊》将本片选为“2013年度10大中文电影”第10名，认为“赵薇这部导演处女作虽然有不少瑕疵，可是不失为一个时代的印记……本片的特别之处是在于结尾处对死亡的探索，对青春意义的诠释无疑多添了一份生命的认知，这使本片对很快成为中国中坚一代的‘1970后’来说，似又具有特别意义了。本片技法虽仍嫌有些稚嫩，但并不影响它作为2013年度颇有影响力的一部制作。”
《南方周末》文化原创榜将本片评为“2013年度内地电影”，“影片以小博大，兼具娱乐性和作者思考，是近年内地公映范围内，同题材影片中最工整的一部。”
《大众电影》“2013年度十佳华语片”中，本片被选为第10名，评语：“电影男女主角的戏一般，同寝室姐妹各自命运的走向才让整部电影立体起来，电影最让人动容的，不是片中俯拾皆是的爱情，而是她们各分西东后的重新聚首。这部电影就只有这点好，在生硬虚假的爱情戏以外，它还是侧面展现了1970后青春一代的校园生活和步入社会后的残酷现状……快结束时，女主人公内心的苦痛和泪流满面与江河翻腾是一个比兴，这种细节情感内核的呈现，和前半段各种咆哮和歇斯底里相比，有格调多了，也使得这片子像个电影，而不再是二流网络小说关于青春爱情的堆砌想象，从而点石成金，显得比原著内敛有效。”
第二届海峡两岸三地“十大华语电影”评选第十名。
香港影评人协会“2013年度十佳华语片”。
台湾影评人协会“2014年度十佳华语片”第八名，协会“决选阶段，多达四位影评人给出了年度最佳电影的评价，一次冲足四个10分，让总计70分的本片成为今年片单的第八名，也是唯二的内地电影。”认为“《致我们终将逝去的青春》透过比对‘身在青春’的大学时光与‘青春终逝’的社会生活，完成了一轮年轻生命被他人也被自己定义的致敬。”

## 获奖与提名
| 年份   | 评奖名称                           | 奖项               | 姓名                             | 结果 |
| ------ | ---------------------------------- | ------------------ | -------------------------------- | ---- |
| 2013年 | 第22届上海影评人奖                 | 导演新人獎         | 赵薇                             | 獲獎 |
| 2013年 | 第22届上海影评人奖                 | 年度十佳影片       |                                  | 獲獎 |
| 2013年 | 第四届艺恩电影产业奖               | 最佳创新营销影片   |                                  | 獲獎 |
| 2013年 | 第四届艺恩电影产业奖               | 最佳植入影片       |                                  | 獲獎 |
| 2013年 | 第四届艺恩电影产业奖               | 最佳投资回报影片   |                                  | 提名 |
| 2013年 | 第29届中国电影金鸡奖               | 最佳导演处女作     | 赵薇                             | 獲獎 |
| 2013年 | 第29届中国电影金鸡奖               | 最佳改编剧本       | 李樯                             | 提名 |
| 2013年 | 第29届中国电影金鸡奖               | 最佳女主角         | 杨子姍                           | 提名 |
| 2013年 | 第29届中国电影金鸡奖               | 最佳原创音乐       | 窦鹏                             | 提名 |
| 2013年 | 第29届中国电影金鸡奖               | 最佳摄影           | 李然                             | 提名 |
| 2013年 | 第29届中国电影金鸡奖               | 最佳美术           | 李杨                             | 提名 |
| 2013年 | 第10届华鼎奖                       | 最佳新锐导演       | 赵薇                             | 提名 |
| 2013年 | 第8届华语青年影像论坛              | 年度新锐导演       | 赵薇                             | 獲獎 |
| 2013年 | 第8届华语青年影像论坛              | 年度新锐女演员     | 杨子姗 江疏影                    | 獲獎 |
| 2013年 | 第8届华语青年影像论坛              | 年度新锐摄影师     | 李然                             | 獲獎 |
| 2013年 | 第8届华语青年影像论坛              | 年度新锐美术师     | 李杨                             | 獲獎 |
| 2013年 | 第50屆金馬獎                       | 最佳新导演         | 赵薇                             | 提名 |
| 2013年 | 第50屆金馬獎                       | 最佳改编剧本       | 李樯                             | 獲獎 |
| 2013年 | 第50屆金馬獎                       | 最佳电影原创歌曲   | 窦鹏(作曲) 李樯(作词) 王菲(演唱) | 提名 |
| 2013年 | 第50屆金馬獎                       | 最佳美术设计       | 李杨                             | 提名 |
| 2013年 | 第5届澳洲国际华语电影节            | 最佳女演员         | 杨子姗                           | 獲獎 |
| 2013年 | 第9届中美电影节                    | 金天使獎十佳電影   |                                  | 獲獎 |
| 2013年 | 第9届中美电影节                    | 最佳导演           | 赵薇                             | 獲獎 |
| 2013年 | 第5届万象国际华语电影节            | 最佳女主角         | 杨子姗                           | 獲獎 |
| 2013年 | 第5届万象国际华语电影节            | 最佳女配角         | 江疏影                           | 獲獎 |
| 2013年 | 第10届广州大学生电影节             | 最受大学生欢迎导演 | 赵薇                             | 獲獎 |
| 2013年 | 第56届亞太影展                     | 最佳女主角         | 杨子姗                           | 提名 |
| 2013年 | 第56届亞太影展                     | 最佳女配角         | 江疏影                           | 提名 |
| 2013年 | 第56届亞太影展                     | 最佳編劇           | 李檣                             | 提名 |
| 2013年 | 2013第一届伦敦国际华语电影节       | 最佳影片           |                                  | 提名 |
| 2013年 | 2013第一届伦敦国际华语电影节       | 最佳改编剧本       | 李樯                             | 提名 |
| 2013年 | 2013第一届伦敦国际华语电影节       | 最佳女配角         | 张瑶                             | 提名 |
| 2013年 | 2013第一届伦敦国际华语电影节       | 最佳男配角         | 包贝尔                           | 提名 |
| 2013年 | 2013第一届伦敦国际华语电影节       | 最佳新鋭演員       | 楊子姗、韓庚、包貝爾             | 提名 |
| 2013年 | 2013第一届伦敦国际华语电影节       | 最佳摄影           | 李然                             | 獲獎 |
| 2013年 | 2013第一届伦敦国际华语电影节       | 最佳服装设计       | 李扬                             | 提名 |
| 2013年 | 2013第一届伦敦国际华语电影节       | 最佳电影音乐       | 窦鹏                             | 提名 |
| 2013年 | 2013第一届伦敦国际华语电影节       | 最佳视觉效果       |                                  | 提名 |
| 2013年 | 第15届中国电影华表奖               | 优秀青年电影创作奖 |                                  | 獲獎 |
| 2013年 | 第15届中国电影华表奖               | 优秀新人女演员     | 杨子姗                           | 獲獎 |
| 2013年 | 第15届中国电影华表奖               | 优秀新人男演员     | 包贝尔                           | 提名 |
| 2014年 | 第33届香港电影金像奖               | 最佳两岸华语電影   |                                  | 獲獎 |
| 2014年 | 第21届北京大学生电影节             | 最佳导演处女作     | 赵薇                             | 提名 |
| 2014年 | 第21届北京大学生电影节             | 最佳女演员         | 杨子姗                           | 提名 |
| 2014年 | 第八届亚洲电影大奖                 | 最佳编剧           | 李樯                             | 提名 |
| 2014年 | 第八届亚洲电影大奖                 | 最佳男配角         | 赵又廷                           | 提名 |
| 2014年 | 第八届亚洲电影大奖                 | 最佳新演员         | 江疏影                           | 獲獎 |
| 2014年 | 第五届中国电影导演协会年度表彰评选 | 年度影片           |                                  | 提名 |
| 2014年 | 第五届中国电影导演协会年度表彰评选 | 年度导演           | 赵薇                             | 提名 |
| 2014年 | 第五届中国电影导演协会年度表彰评选 | 年度青年导演       | 赵薇                             | 提名 |
| 2014年 | 第五届中国电影导演协会年度表彰评选 | 年度编剧           | 李樯                             | 提名 |
| 2014年 | 第五届中国电影导演协会年度表彰评选 | 年度男演员         | 赵又廷                           | 提名 |
| 2014年 | 第五届中国影协杯优秀剧本评选       | 优秀剧本           | 李樯                             | 提名 |
| 2014年 | 第32届大众电影百花奖               | 最佳影片           |                                  | 提名 |
| 2014年 | 第32届大众电影百花奖               | 最佳导演           | 赵薇                             | 獲獎 |
| 2014年 | 第32届大众电影百花奖               | 最佳编剧           | 李樯                             | 獲獎 |
| 2014年 | 第32届大众电影百花奖               | 最佳女主角         | 杨子姗                           | 提名 |
| 2014年 | 第32届大众电影百花奖               | 最佳男配角         | 包贝尔                           | 提名 |
| 2014年 | 第32届大众电影百花奖               | 最佳男配角         | 韩庚                             | 提名 |
| 2014年 | 第十四届华语电影传媒大奖           | 最受瞩目电影       |                                  | 提名 |
| 2014年 | 第十四届华语电影传媒大奖           | 最受瞩目女演员     | 杨子姗                           | 提名 |

## 原声大碟
《致我们终将逝去的青春》电影原声带由音乐人窦鹏制作，共有原声20首。其中包括三首歌曲：主题曲《致青春》，由李樯作词、王菲演唱；购买版权的插曲《So Young》（英国乐队Suede）和片中女主角杨子姗演唱的《红日》（翻唱自李克勤同名曲）。
1. 致青春（作词：李樯，演唱：王菲）
2. 红日（演唱：杨子姗）
3. So Young（演唱：Suede）
4. 不朽的青春
5. 你的蓝图从来就没有我
6. 内幕
7. 时光
8. 梦
9. 海洋馆最后的会面
10. 海豚
11. 海豚的秘密
12. 爱情
13. 爱情水晶鞋
14. 爱的勇气
15. 爱自己爱山川爱河流
16. 独自漫步
17. 通知书飞走了
18. 重逢
19. 陈孝正底细
20. 雪中送别

## 影响
影片上映之后，伴随着票房业绩，投资方之一的光线传媒股价上涨50%。 根据中国财经媒体《每日经济新闻》报道，2013年5月8日光线股票已经涨停。《致青春》上映前后的13个交易日里，光线股价上涨60.94%。
电影营造的氛围引发内地观众怀旧热潮，
片中赵又廷饰演的陈孝正面对突然表白的郑微咆哮出“你神经病啊！”走红网络。5月4日新浪发起的微话题“青年节回忆青春”连续两日都成为网友讨论最热烈的话题。 影片中女主角郑微演唱《红日》的段落引发颇多共鸣，连原唱李克勤接受采访时表示完全没想到这首老歌能在赵薇手里红成这样。
由于本片引发的社会反响，中国中央电视台的财经频道的《第一时间》、新闻频道的《新闻周刊》《24小时》等栏目对赵薇进行的专访，并分别从预算成本、创作过程对影片进行了分析。
2014年中国江苏省高考作文题与“青春”、“不朽”有关，不少考生和家长将之与本片联系起来，《扬子晚报》采访中，赵薇表示“高考的孩子们正处在青春年华里，他们应该对青春最有发言权”，并写下了微作文《你我经历的岁月不朽》：“青春终将逝去，不朽的是你经历的这段岁月会永远留在你的记忆里，在生命的长河中永不褪色。” 同时也由于许多考生将电影《致青春》的台词乃至剧情作为素材甚至直接引用，以至于一位阅卷老师就改了几百篇《致青春》“剧情简介”，他对《现代快报》记者直言，有一种想吐的感觉。

## 票房

### 中国大陆
影片上映后，首周三天票房突破1.41亿元，使得赵薇成为国内首位处女作破亿元人民币的女导演，也是第五个单片票房破亿的华人女导演。影片上映四天票房達2.1億元，至5月1日六天票房破3亿元大关。随着影片的热映，院线瞒报票房的情况也逐步被揭发出来，花样繁多的手写票、所谓套餐票等等被观众纷纷发到网上，引发业界关注。
尽管同期有《钢铁侠3》、《特种部队2》、《疯狂原始人》等好莱坞影片的夹击，5月1日后《致青春》依旧保有超过30%的排片比例和较高的上座率。上映16天后，影片票房突破6亿元，由于在四部好莱坞大片的夹击下依然保持较高的上座率，被网友戏称为“致坚强”。
根据《中国电影报》发布数据，截止2013年6月9日票房累计将近7.2亿元。本片最终票房達到7.26億元人民幣。
| 上一届： 《特种部队：全面反击》 | 2013年中国内地一周票房冠军 第17周 | 下一届： 《钢铁侠3》 |

### 北美
本片于2013年6月14日于北美三大城市（即温哥华、洛杉矶、多伦多）上映，由北美华狮电影负责北美地区的发行。由于时间和技术原因，本片在北美的上映时间比中国大陆晚了一个半月。由于上映时间较晚，本片在美国的票房收入为11186美元。而北美华狮电影负责人表示，公司对该片的北美地区销售表现感到满意。

## 相關
- 中国内地最高电影票房收入列表

## 相关链接
- 《致我们终将逝去的青春》的新浪微博
- 《致我們終將逝去的青春（页面存档备份，存于）》在香港雅虎的電影頁面（繁體中文）
- 開眼電影網上《致我们终将逝去的青春》的資料（繁體中文）
- 香港影庫上《致我们终将逝去的青春》的資料（繁體中文）
- 时光网上《致我们终将逝去的青春》的資料（简体中文）
- 豆瓣电影上《致我们终将逝去的青春》的資料 （简体中文）
- 爛番茄上《致我们终将逝去的青春》的資料（英文）
- AllMovie上《致我们终将逝去的青春》的资料（英文）
- 互联网电影数据库（IMDb）上《致我们终将逝去的青春》的资料（英文）
- 《致我们终将逝去的青春》新浪網專題（页面存档备份，存于）